# Экзантема
Экзанте́ма — общее название сыпей на коже. Кожная сыпь бывает в виде красных пятен (розеол), узелков (папул), пузырьков (везикул), гнойничков (пустул) и прочего. Может быть мономорфной, состоящей из одного вида поражений: пятен (пятнистая экзантема), папул (папулёзная экзантема); полиморфной, состоящей из разных видов поражения (например, из пустул и папул). Бывает ограниченной и генерализованной. Экзантема возникает при непосредственном воздействии на кожу физических, химических и биологических факторов, а также при некоторых инфекционных болезнях, например, папуло-пустулёзная экзантема — при оспе. Вид экзантемы, характер образующих её морфологических элементов и их сочетаний являются важными симптомами при диагностике многих болезней.
Сыпь на слизистых оболочках называется энантема.

## Инфекционные экзантемы
Исторически было определено шесть «классических» инфекционных экзантем детства, четыре из которых являются вирусными. Номера были присвоены в 1905 году.
- Первая: корь. Вирусное заболевание. Специфическое лечение отсутствует. Семь–восемь миллионов детей ежегодно умирали от кори до того, как стала доступной вакцинация[3].
- Вторая: скарлатина. Бактериальное заболевание, лечится антибиотиками. Специфической профилактики нет.
- Третья: краснуха[4]. Вирусное заболевание, опасное в первую очередь для беременных. Специфическое лечение отсутствует. Предотвращается вакцинацией.
- Четвёртая: болезнь Филатова — Дюкса[5]. Историческое обозначение заболевания с лихорадкой и сыпью, продолжавшееся 3–4 дня. В XIX веке этим термином обозначали особую форму краснухи, на рубеже XIX—XX веков — лёгкую форму скарлатины, в конце XX века — синдром ошпаренной кожи, причиной которого является экзотоксин-продуцирующий золотистый стафилококк. В современной медицине болезнь Филатова — Дюкса не является самостоятельным диагнозом[6][7][8].
- Пятая: инфекционная эритема. Вирусное заболевание, опасное в первую очередь для беременных и лиц с иммунодефицитом. Специфическое лечение отсутствует. Вакцины нет.
- Шестая: детская розеола. Вирусное заболевание, проявляющееся обильной сыпью после нескольких дней лихорадки. Переносится легко. Специфическое лечение отсутствует. Вакцины нет.

Многие другие распространённые вирусы, кроме упомянутых выше, также могут провоцировать экзантему как клиническое появление заболевания у человека, хотя они не считаются частью классического нумерованного списка:
- Вирус ветряной оспы (ветряная оспа или опоясывающий лишай);
- Эпидемический паротит (свинка, редко);
- Асимметричная перифлексуральная (односторонняя латероторакальная) экзантема;
- Некоторые геморрагические лихорадки вызывают системную сыпь такого рода;
- Клещевые заболевания, такие как пятнистая лихорадка Скалистых гор;
- Аденовирусы и энтеровирусы.